# Tenuis
Tenues (Singular: Tenuis) sind in der Sprachwissenschaft (Linguistik) die stimmlosen, unbehauchten oder „harten“ Verschlusslaute, z. B. p, t, k. 
Beispiele aus dem Griechischen sind der Dental Tau, der Labial Pi und der Velar Kappa (t, p, k). 
Velare und Labiale ändern ihre Tonform vor einer Tenuis zu einer Tenuis.
Beispiel:
φ + τ > πτ (Labial „ph“ + Tenuis „t“ > Tenuis „p“ + Tenuis „t“), 
so in γραπτός (geschrieben) von γράφειν (schreiben).
Andere Artikulationsarten, also Nicht-Tenues, sind z. B. die stimmhaften Mediae und behauchte Laute (Aspiratae). 